# Maguindánao
Maguindánao (en maguindanaón: Magindanaw; en hiligueino: Magindanaw; en pampango: Magindáno) es una desaparecida provincia en la Región Autónoma de la Nación Mora en el Mindanao Musulmán, Filipinas. Su capital era Shariff Aguak. Esta provincia rodeaba, sin incluir, la ciudad de Cotabato.
La provincia fue reemplazada por Maguindánao del Sur y Maguindánao del Norte luego de que en septiembre de 2022 se aprobara en un plebiscito la división de la entidad.

## División administrativa
Políticamente la provincia de Maguindánao, de primera categoría, se dividía en 36 municipios que comprendían 506 barrios. Constaba de 2 distritos para las elecciones al Congreso.

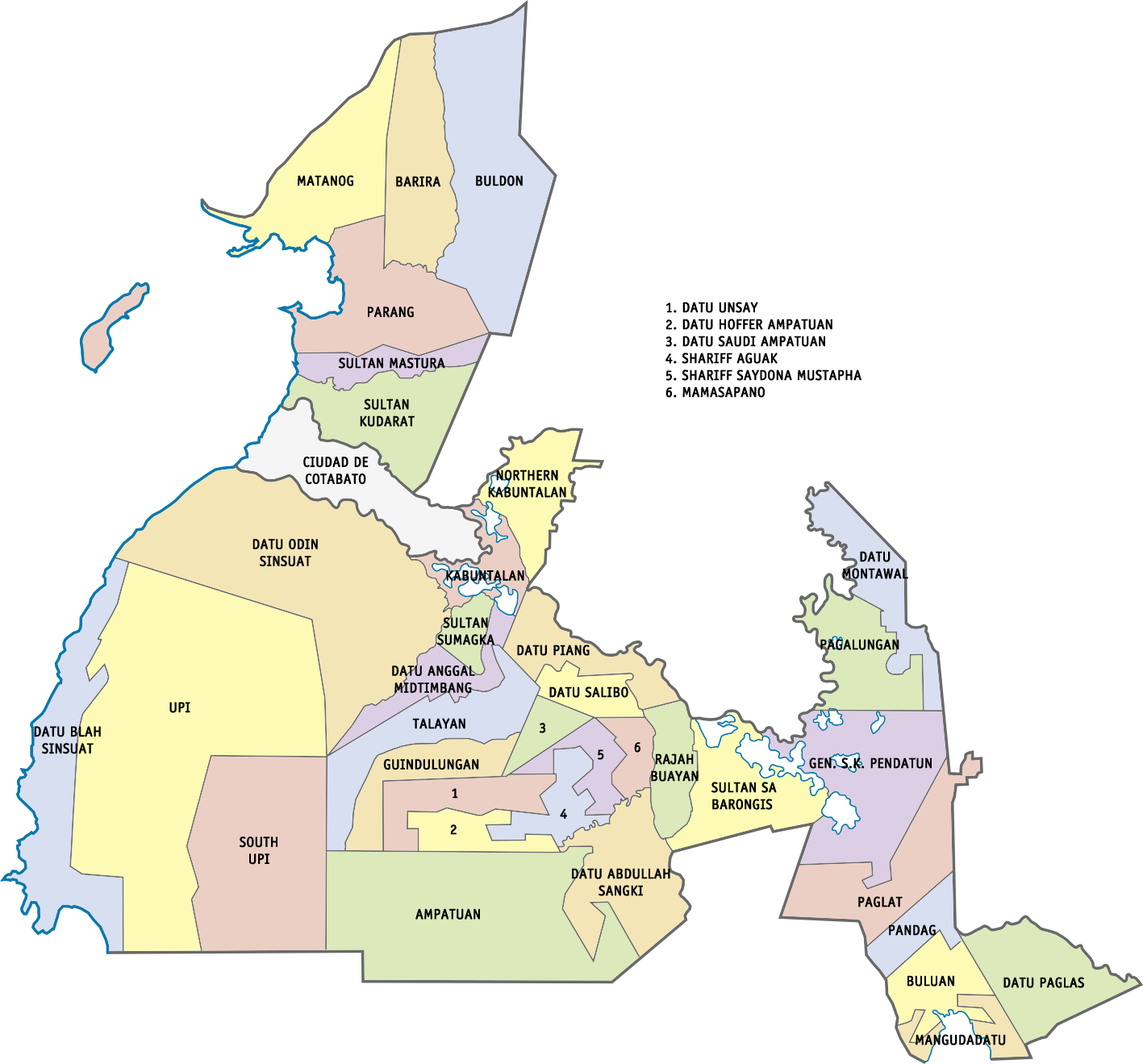
Mapa político de Maguindánao en 2011.

| Ciudad/Municipio                     | N.º de Barangays | Población (2010) | Área (km²) | Código    |
| ------------------------------------ | ---------------- | ---------------- | ---------- | --------- |
| Ampatuán                             | 11               | 17.800           | 255,40     | 153801000 |
| Buldón                               | 15               | 33.729           | 429,40     | 153802000 |
| Buluán                               | 7                | 38.106           | 699,50     | 153803000 |
| Dato Paglas                          | 23               | 28.492           | 132,10     | 153805000 |
| Dulaguán (Datu Piang)                | 16               | 28.492           | 302,97     | 153806000 |
| Dinaig (Datu Odin Sinsuat)           | 34               | 76.332           | 461,80     | 153807000 |
| Maganoy (Jerife Aguak)               | 13               | 34.376           | 392,70     | 153808000 |
| Matanog                              | 8                | 23.269           | 146,50     | 153809000 |
| Pagalungán                           | 12               | 31.891           | 898,76     | 153810000 |
| Parang                               | 25               | 73.328           | 850,78     | 153811000 |
| Nuling (Sultan Kudarat)              | 19               | 82.758           | 712,91     | 153812000 |
| Darampua (Sultán Sa Barongis)        | 12               | 22.547           | 291,30     | 153813000 |
| Tumbao (Cabuntalán)                  | 17               | 16.749           | 371,08     | 153814000 |
| Upi                                  | 23               | 45.444           | 742,95     | 153815000 |
| Talayán                              | 15               | 16.042           | 143,84     | 153816000 |
| Upi del Sur (Timanán)                | 11               | 35.990           | 184,80     | 153817000 |
| Barira                               | 14               | 19.686           | 392,61     | 153818000 |
| Badak (General Salipada K. Pendatun) | 19               | 24.004           | 189,37     | 153819000 |
| Mamasapano                           | 14               | 22.354           | 85,31      | 153820000 |
| Talitay (Sultán Sumagka)             | 9                | 13.328           | 62,96      | 153821000 |
| Pagagaguán                           | 11               | 31.265           | 461,10     | 153822000 |
| Paglat                               | 8                | 11.207           | 177,74     | 153823000 |
| Sultán Mastura                       | 13               | 21.712           | 242,07     | 153824000 |
| Guindulungán                         | 11               | 16.071           | 130,68     | 153825000 |
| Dato Saudi-Ampatuan                  | 8                | 20.330           | 60,16      | 153826000 |
| Dato Unsay                           | 8                | 12.490           | 95,39      | 153827000 |
| Dato Abdullah Sangki                 | 10               | 17.079           | 220,00     | 153828000 |
| Rajah Buayan                         | 11               | 17.423           | 71,98      | 153829000 |
| Nalkán (Dato Blah T. Sinsuat)        | 13               | 16.533           | 147,21     | 153830000 |
| Midtimbang (Dato Anggal Midtimbang)  | 7                | 13.339           | 85,43      | 153831000 |
| Mangudadato                          | 8                | 14.864           | 98,16      | 153832000 |
| Pandag                               | 8                | 13.795           | 85,31      | 153833000 |
| Cabuntalán del Norte                 | 11               | 14.251           | 106,77     | 153834000 |
| Limpongo (Dato Hoffer Ampatuán)      | 11               | 16.295           | 461,10     | 153835000 |
| Dato Salibo                          | 17               | 15.062           | 22,56      | 153836000 |
| Linantangán (Jerife Saydona Mustafá) | 16               | 16.442           | 101,00     | 153837000 |

Sharif o Jerife: Noble, en árabe. Título dado a los descendientes de Mahoma, especialmente a los hachemíes.

## Idiomas
El maguindanaón era el idioma más hablado en esta provincia.

## Historia
La provincia era el centro del Sultanato de Maguindánao, establecido por Mohammed Kabungsuwan de Malasia, que existía desde 1205 hasta los 1800, cuando los españoles colonizaron su territorio.

### Ocupación estadounidense
En 1903, al comienzo de la ocupación estadounidense de Filipinas Cotabato forma parte de la nueva provincia del Moro. Al crearse el Departamento en septiembre de 1914 se convierte en una de sus siete provincias.
Siendo Cotabato una de las provincias de mayor extensión superficial, solamente contaba con un solo municipio, creado el 1 de septiembre de 1914 y convertido en ciudad en 1959.
El 10 de marzo de 1917 fue promulgada la Ley 2711, entonces la Provincia indivisa de Cotabato tenía tres municipios, siendo el resto distritos municipales:
Según el censo de 1918 esta provincia tenía una extensión superficial de 24 916 km², la poblaban 169 921 almas que habitaban en 2 municipios, 35 distritos municipales y 321 barrios.
- Midsayap, hoy en Cotabato del Norte.
- Cotabato, hoy ciudad independiente.
- Dulaguán, rebautizada como  Dato Piang, ahora subdividida en los siguientes municipios que ocupan la parte central de Maguindánao:
  - Ampatuán, creado el 21 de junio de 1959.
  - Maganoy, rebautizada como  Shariff Aguak, creado el 9 de noviembre de 1963.
  - Talayán, creado el 22 de septiembre de 1976.
  - Datu Saudi-Ampatuan, creado el 1 de julio de 2003.
  - Dato Salibo, creado el 30 de julio de 2009.
  - Jerife Saydona Mustafá, también creado el  30 de julio de 2009.

Distritos municipales de Awang, Balatikan, Balut, Banisilan, Barira, Buayan, Bugasan, Buldun, Buluan, Carmen,[Daguma], Dinaig,[Dulawan,] Gambar, Glan,[Isulan], Kabakan, Kalanganan,, Kidapawan, Kitubud, Kling, Koronadal, Lebak,[Libuangan], Liguasan,[Maganui], Nuling, Parang, Pikit-Pagalungan, Reina Regente, Salaman, Sebu, Silik, Subpangan, Talayan y Tumbau.
- El 9 de abril de 1936 el distrito municipal de Buluán, pasa a convertirse en municipio.[4] De su término fueron segregándose los siguientes municipios, a saber:
  - Tacurong, hoy en la provincia de Sultan Kudarat, el 3 de agosto de 1951.
  - Columbio, hoy en la provincia de Sultan Kudarat, el 6 de agosto de 1961.
  - Lutayán, hoy en la provincia de Sultan Kudarat, el 8 de mayo de 1967.
  - Presidente Quirino, hoy en la provincia de Sultan Kudarat, el 22 de noviembre de 1973.
  - General S. K. Pendatun, el 7 de abril de 1991.
  - Pandag, el 30 de diciembre de 2006.
  - Mangudadatu, el 3 de enero de 2004.

### Independencia
- El 18 de agosto de 1947 el distrito municipal de Pagalungán, pasa a convertirse en municipio.[5] De su término se segrega el siguiente municipio:
  - Pagagaguán, creado el 18 de marzo de 2000.

- El 18 de agosto de 1947 el distrito municipal de Dinaig, pasa a convertirse en municipio.[6] El 3 de octubre de 1994 cambia su nombre por el de Datu Odin Sinsuat.[7] De su término fueron segregándose los siguientes municipios, a saber:
  - Upi, el 10 de junio de 1955.
  - Talayán, el 3 de diciembre de 1974.

- El 18 de agosto de 1947 el distrito municipal de Nuling, pasa a convertirse en municipio.[6] El 3 de octubre de 1994 cambia su nombre por el de Sultan Kudarat.[8] De su término se segrega el siguiente municipio:
  - Sultan Mastura, 15 de marzo de 2003.

- El 18 de agosto de 1947 el distrito municipal de Parang pasa a convertirse en municipio.[6] De su término fueron segregándose los siguientes municipios, a saber:
  - Buldón, el 18 de junio de 1961.
  - Matanog, el 25 de agosto de 1975.

- El 18 de agosto de 1947 el distrito municipal de Tumbao, pasa a convertirse en municipio.[9] El 22 de septiembre de 1976 cambia su nombre por el de Kabuntalán.[10] De su término se segrega el siguiente municipio:
  - Cabuntalán del Norte, el 30 de diciembre de 2006.

- El 29 de octubre de 1952 el distrito municipal de Lambayong pasa a convertirse en municipio.[11] El 21 de junio de 1959 cambia su nombre por el de Sultan sa Barongis.[12] De su término fueron segregándose los siguientes municipios, a saber:
  - Mariano Marcos, hoy Lambayong en la provincia de Sultan Kudarat, creado el 22 de noviembre de 1973.
  - Rajah Buayan, creado el 4 de septiembre de 2004.

- El 10 de junio de 1955 fue creado el nuevo municipio de Upi, segregado de Dinaig.[13] De su término fueron segregándose los siguientes municipios, a saber:
  - Upi del Sur, 22 de septiembre de 1976.
  - Dato Blah T. Sinsuat, 15 de julio de 2006.

- El 21 de junio de 1959 fue creado el nuevo municipio de Ampatuán, agrupando los barrios de Dicalongán, Esperanza, Kauran, Manibba (Banaba), Matiompong, Kalandagan, Kayakaya, Mao Alto, Mao Bajo, Guinibon, Makaubas, Buluan, Kamasi, Sampao, Kakal Alto, Kakal Bajo, Tuka, Maganoy, Kaliawa, Malatimon, Kapimpilan, Laguinding y Timbangan, hasta ahora pertenecientes al municipio de Datu Piang.[14] El nombre conmemora al mítico Jerife Ampatuán, cuya ascendencia se remonta a la Arabia Saudita, y que ayudó a difundir el Islam en esta región. Los miembros del clan Ampatuan presumen de tales antepasados. De su término fueron segregándose los siguientes municipios, a saber:
  - Esperanza, el 22 de noviembre de 1973.
  - Datu Abdullah Sangki, el 3 de enero de 2004.

- El 18 de junio de 1961 los barrios de Nabalawag, Buldón, Barira, Mataya, Kabayuan, Marang, Bualan, Gallego Edcor Farm, Lipawan, Gadung, Lipa y Liong, así como los sitios de Dinganen, Ramang, Igabay, Tambac, Kumaguinking, Kulempang, Pantawan, Bagoinged, Busiagan, Lawingis, Taluban, Sapad, Garigayan, Badiongan, Pier (Pérez), Ramidas, Pinasanka, Madalem, Kabilangan y Talaya, hasta entonces perteneciente al municipio de Parang, pasan a integrar el nuevo municipio de  Buldón, cuyo ayuntamiento se sitúa en el barrio de Nabalawag.[15]

- El 11 de septiembre de 1963 fue segregado del término de Datu Piang en nuevo municipio de Maganoy.[16] Renombrado Shariff Aguak el 22 de febrero de 1996.[17] De su término fueron segregándose los siguientes municipios, a saber:
  - Mamasapano el 31 de octubre de 1998.
  - Datu Unsay el 1 de julio de 2003.
  - Shariff Saydona Mustapha el 30 de julio de 2009.
  - Datu Hoffer Ampatuan el 30 de julio de 2009.

### Nueva provincia de Maguindánao
El 22 de noviembre de 1973 fue creada la provincia de  Cotabato del Sur y el resto se dividen en tres provincias de distrito, a saber: Cotabato del Norte, Maguindánao y Sultan Kudarat.

"...Considerando que,  la provincia de Cotabato es una de las más grandes y ricas de las Filipinas;..."

"...Sección 1. La provincia de Cotabato se dividen en tres provincias para ser conocidos como Cotabato del Norte, Maguindánao y Sultan Kudarat..."

"...Sección 3.La provincia de Maguindánao será la que se parte de la actual provincia de Cotabato que está compuesta por los municipios de Buldón, Parang, Sultan Kudarat, Tumbao, Upi, Dinaig, Datu Piang, Maganoy, Pagalungan, Buluan, Ampatuan, Sultan sa Barongis y el recientemente creado de Datu Paglas...."
PRESIDENTIAL DECREE No. 341

La capital designada entonces fue Maganoy.
- El 22 de noviembre de 1973 los barrios de Malala, Katil, Alip, Damawato, Manindolo, Puya y Sepaka, hasta entonces pertenecientes al municipio de Columbio, pasan a formar el nuevo municipio denominado Datu Paglas, cuyo ayuntamiento se ubica en el barrio de Alip.[19]

- El 29 de agosto de 1977. Los barrios de  Barira, la parte occidental de Nabalawag, la parte occidental de Tugaig, Liong, Lipaguán, Bualan, Gadung, Lipa, Marang y Ruminimbang, todos hasta ahora pertenecientes al municipio de Buldón, quedan separado del mismo para constituir le nueva municipalidad de Barira con ayuntamiento en el sitio de Pedtad del barrio de Lipaguán.[20]

### Constitución de 1987
La Constitución filipina de 1987 repartirá la provincia de Maguindánao en dos distritos legislativos:
El primero comprendía la ciudad de Cotabato y ocho municipios: Barira Buldón, Datu Odin Sinsuat, Kabuntalan, Matanog, Parang, Sultan Kudarat y Upi. El segundo estaba formado por 19 municipios: Talitay, Talayan, Guindulungan, Datu Saudi Ampatuan, Datu Piang, Shariff Aguak, Datu Unsay, Mamasapano, South Upi, Ampatuan, Datu Abdullah Sangki, Buluan, Datu Paglas, Gen, S.K. Pendatun, Sultan Sa Barongis, Rajah Buayan, Pagalungan, Pagagawan y Paglat.

### Región Autónoma
Maguindánao forma parte de la Región Autónoma del Mindanao Musulmán (RAMM), creada en virtud de su Ley Orgánica, Ley de la República RA 6734, modificada por otra Ley de la República RA 9054.
La ciudad de Cotabato decide, en plebiscito celebrado en noviembre de 1989 no formar parte de la RAMM, sino de la XII Región.

### Cuarta Asamblea (2002-2005)
El 10 de marzo de 2003 fue creado el municipio de Guindulungán cuyo término fue segregado del de Talayán.
El 14 de mayo de 2003 fue creado el municipio de Datu Unsay cuyo término fue segregado del de Shariff Aguak.
Este mismo día fue creado el municipio de Datu Saudi Ampatuan cuyo término fue segregado del de Datu Piang.
El 9 de junio de 2003 el municipio Pagagaguán cambia su nombre pasando a denominarse Datu Montawal.
El 15 de agosto de 2003 fue creado el municipio de Datu Abdullah Sangki cuyo término fue segregado del de Ampatuán.
El 4 de septiembre de 2004 fue creado el municipio de Rajah Buayan cuyo término fue segregado del de Sultan sa Barongis.

### Quinta Asamblea (2005-2008)
Acta 198 creando el municipio de Dato Blah T. Sinsuat.
El 22 de noviembre de 2006 fue creado el municipio de Pandag cuyo término fue segregado del de Buluán.
Por Ley N º 206, ratificada mediante plebiscito el 30 de diciembre de 2006 siete barrios hasta entonces pertenecientes a los municipios de Talayán (Brar, Midtimbang y Tulunán) y de Talitay (Adaon, Mapayag, Nunangán y Tugal), forman un nuevo municipio con el nombre de Dato Anggal Midtimbang.
Por Ley N º 204, ratificada mediante plebiscito el 30 de diciembre de 2006 ocho barrios hasta entonces pertenecientes al municipio de Buluán (Daladagan, Kalian, Luayan, Paitan, Panapan, Tenok, Tinambulan y Tumbao) forman un nuevo municipio con el nombre de Mangudadatu.
Por Ley N º 203, ratificada mediante plebiscito el 30 de diciembre de 2006 ocho barrios hasta entonces pertenecientes al municipio de Buluán (Kabuling, Kayaga, Cuyapo, Lepak, Dilag Alto, Dilag Bajo, Malangit y Pandag) forman un nuevo municipio con el nombre de Pandag.
Por Ley N º 205, ratificada mediante plebiscito el 30 de diciembre de 2006 once barrios hasta entonces pertenecientes al municipio de Cabuntalán (Balong, Damatog, Gayonga, Guiawa, Indatuan, Kapimpilan, Libungan, Montay, Paulino Labio, Sabaken y Tumaguinting.) forman un nuevo municipio con el nombre de Cabuntalán del Norte.
Por Ley N º 220, ratificada mediante plebiscito el 30 de julio de 2009, 9 barrios hasta entonces pertenecientes al municipio de Jerife Aguak, Labu-Labu I, Labu-Labu II, Kubentog, Limpongo, Sayap, Taib, Talibadok, Tuayán y Tuayán I; parte de los barrios de Macalag y de Tuntugan, en el municipio de Dato Unsay; quedan separados para formar el nuevo municipio denominado Dato Hoffer Ampatuán.
La sede del gobierno municipal será el barrio Limpongo que pasa a ser conocido en adelante como la "Población".

### Matanza
En 23 de noviembre de 2009 ocurrió la matanza de Maguindánao con 57 víctimas.

### Abolición y división
En el 17º Congreso, la entonces vicepresidenta de la Cámara, Bai Sandra Sema (prohibida por ley para postularse para otro mandato en su distrito actual en 2019) presentó un proyecto de ley el 2 de marzo de 2017, que buscaba establecer una nueva provincia llamada Maguindánao Norte.
Posteriormente, en el 18º Congreso, se presentaron dos nuevos proyectos de ley en la Cámara: uno por el representante del primer distrito Datu Roonie Sinsuat Sr., sucesor de Sema, que buscaba la creación de Maguindánao Occidental; otro por el diputado del segundo distrito Esmael Mangudadatu con la misma propuesta de denominación que Sema. Posteriormente, ambos representantes de Maguindánao redactaron un proyecto de ley sustituto junto con el representante del tercer distrito de Tarlac, Noel Villanueva, y se aprobó en la lectura final en 2020. En el Senado, también se presentaron tres proyectos de ley que buscaban la misma división y el senador Bong Revilla persiguió en cambio la misma propuesta de nombre que Sinsuat. Esta vez, esos proyectos de ley, excepto uno de Revilla, nombrarían las provincias divididas como Maguindánao del Norte y Maguindánao del Sur.
En el proyecto de ley sustituto en la Cámara, Maguindánao del Norte consistirá en los municipios que pasaron a formar parte de Jerife Kabunsuan junto con Sultán Sumagka, y su capital provincial designada será Dato Odin Sinsuat, mientras que la capital de Maguindánao del Sur será Buluán. Ambas provincias propuestas comprenderán un solo distrito legislativo. Antes de la versión final, se propuso que los municipios de Datu Anggal Midtimbang (por Sema y Mangudadatu) y South Upi (por Sinsuat) se convirtieran en parte de Maguindánao del Norte/Occidental; Sultán Kudarat fue propuesto por Mangudadatu para ser la capital de la provincia propuesta.
La división propuesta fue firmada por el presidente Rodrigo Duterte el 27 de mayo de 2021 como Ley de la República n.º 11550, con nuevas provincias que se denominarán Maguindánao del Norte y Maguindánao del Sur (nombrada como la provincia madre de Maguindánao). El cronograma original del plebiscito, a ser supervisado por la Comisión Electoral (COMELEC), era en septiembre de 2021, noventa días después de la vigencia de la ley, pero fue aplazado debido a que la COMELEC se preparaba para las elecciones generales de 2022.
La RA n.º 11550 fue ratificada el 17 de septiembre de 2022 en plebiscito, dividiendo así Maguindánao. Entre los plebiscitos provinciales, fue el de mayor participación en términos de número de votantes registrados y efectivos, siendo la participación electoral la segunda más alta, solo por detrás del plebiscito de 1998 para crear y quitar el Valle de Compostela a Dávao del Norte. Con esa división, el número de provincias del país se eleva a 82.